# Annibale Carracci
Annibale Carracci (Bologna, 1560. november 3. – Róma, 1609. július 15.) jeles bolognai barokk festő, a bolognai iskola egyik alapítója.
Életművének fő alkotása a római Farnese-palota belső dekorációja, amely egyben a barokk művészet kialakulásának is egyik jelentős állomása. Stílusa korai barokk, a klasszicizmushoz közeli elemekkel.
Bátyjával, Agostinóval (1557–1602) és unokabátyjával, Lodovicóval (1555–1619) közösen alkottak, ezért sokszor nehéz szétválasztani, hogy például a Palazzo Fava (Bologna, 1583–84 k.) egyes freskóit éppen melyikük festette.

## Élete

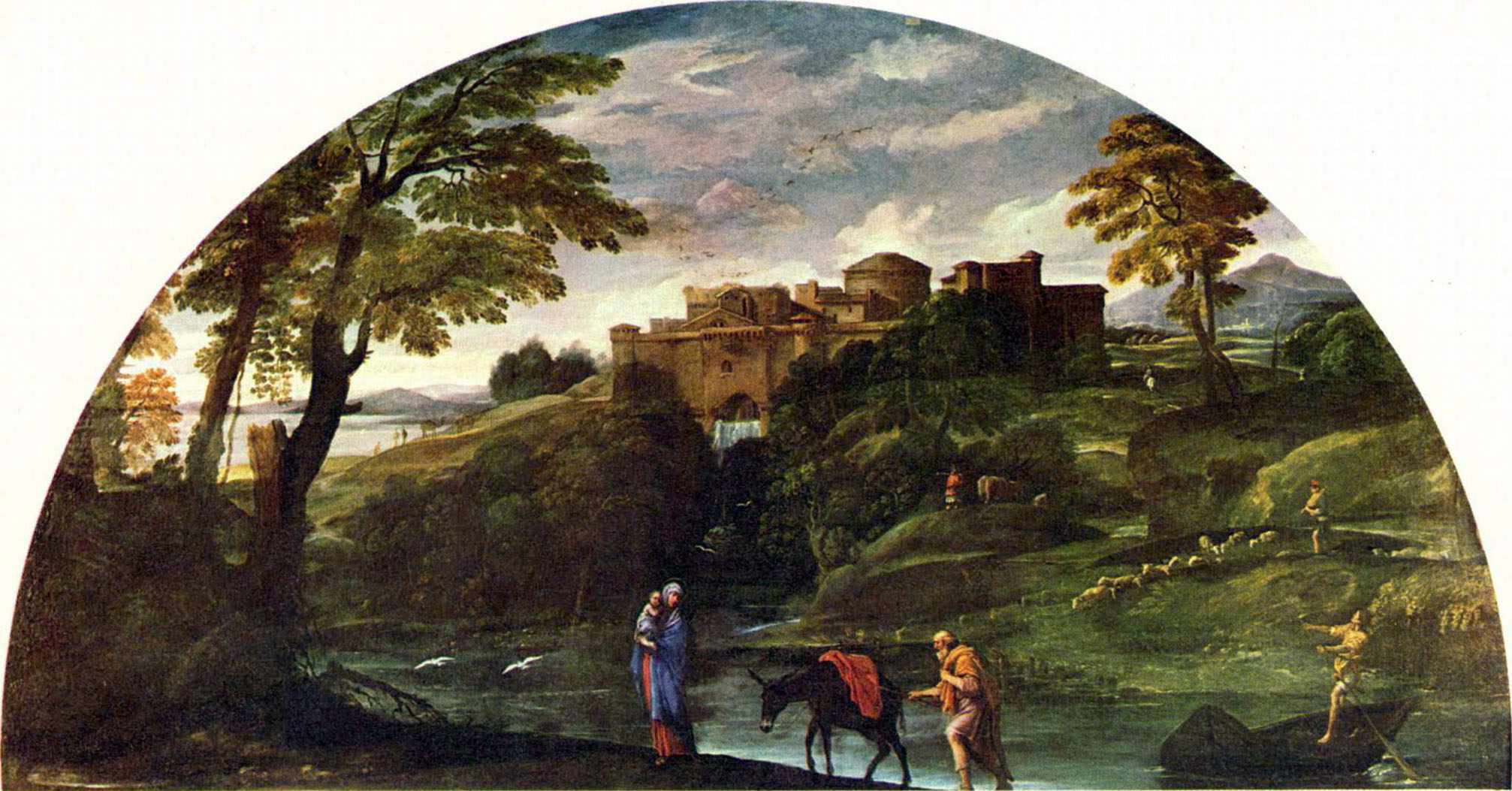
Menekülés Egyiptomba
(1603)

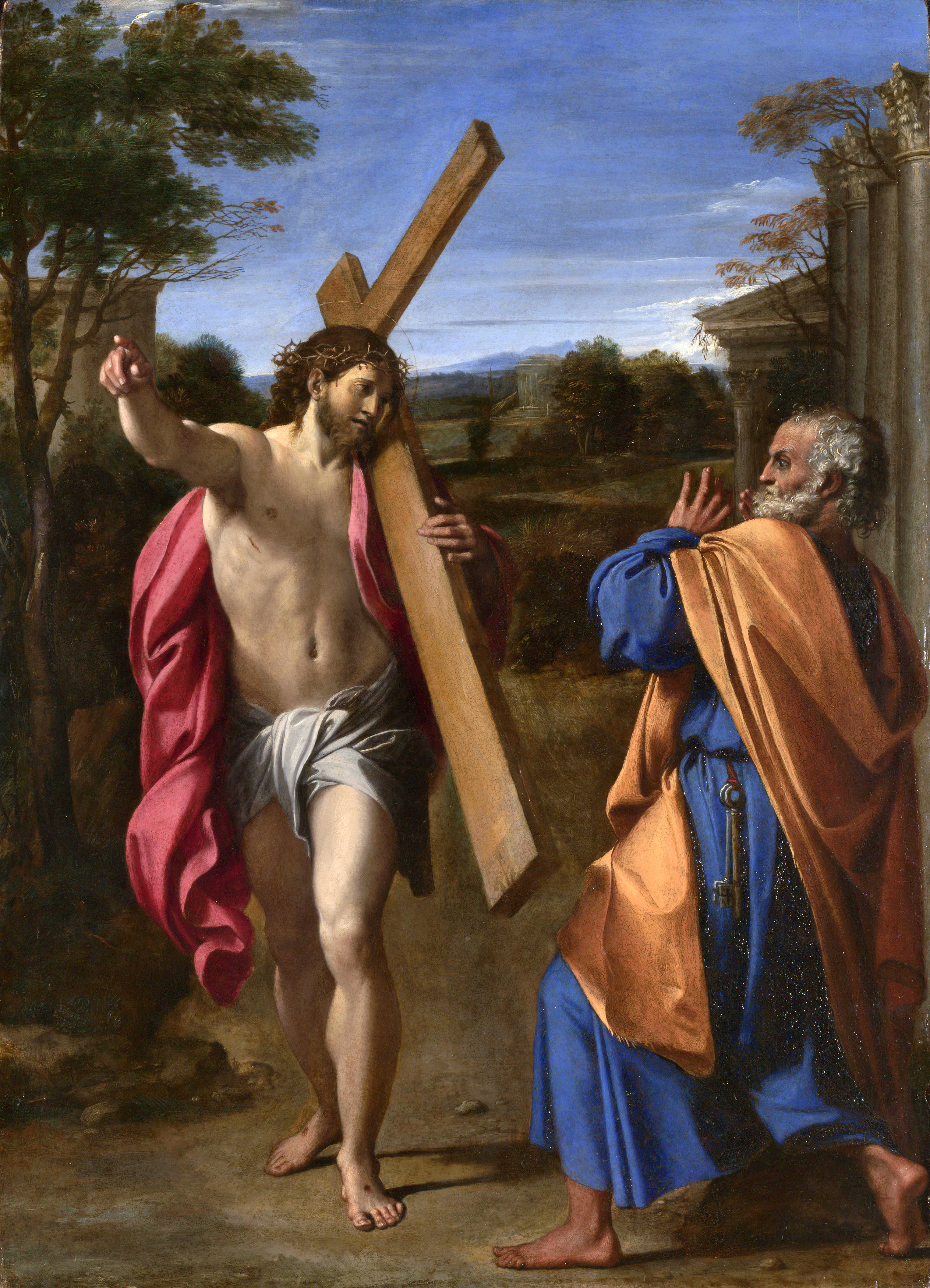
Quo vadis?
Jézus és Szent Péter jelenete

Első mestere unokatestvére, Ludovico Carracci volt, majd Parmába ment, ahol Correggio műveit másolta, Velencében Tiziano és főleg Veronese, Rómában Raffaello és Michelangelo művészetét tanulmányozta. Mesterei, példaképei közül talán Correggio művészete gyakorolt rá legmélyebb benyomást.
A bolognai Accademián együtt dolgozott testvérével, Agostino Carraccival és unokabátyjával, Ludovico Carraccival. Közös dekoratív munkáik:
- Argonauták útja (fríz, Palazzo Fava, 1582),
- Romulus és Remus története (14 képből álló fríz, Palazzo Magnani, 1589),
- 3 mennyezetkép: Héraklész munkái, (Palazzo Sampieri, 1591; a három iskolaalapító egy-egy képet festett).

Hamarosan tanítványok és segédek vették körül, számos oltárkép- és freskómegrendelést kapott. Odoardo Farnese bíboros meghívására 1595-ben Rómába ment, ahol a Farnese-palota belső festése (1597–1604) lett életművének csúcsa — egyben a barokk művészet alakulásának jelentős állomása. A mennyezetfreskók tervét Agostino Carracci készítette. A Sixtus-kápolna mennyezetfreskója volt az ideál a kőből és bronzból képzelt alakok között medallionokkal és színes főképekkel. Ezután megfestett három jelentősebb képet — az egyik Galatea elrablása, a másikon Aurora elcsábítja Kephaloszt — majd összeveszett öccsével, és 1600-ban elhagyta Rómát. Lodovico keveset dolgozott a freskókon, így a legnagyobb rész Annibale és tanítványainak munkája. Ezek tárgya alapvetően mitológiai: a görög istenek szerelmi kalandjainak alapgondolata a szerelem mindenhatósága. Annibale főfreskója Bacchus és Ariadné diadala, érzéki pompával. 
Tanítványa és a Farnese-palota festésekor munkatársa volt Domenichino.

## Művészete

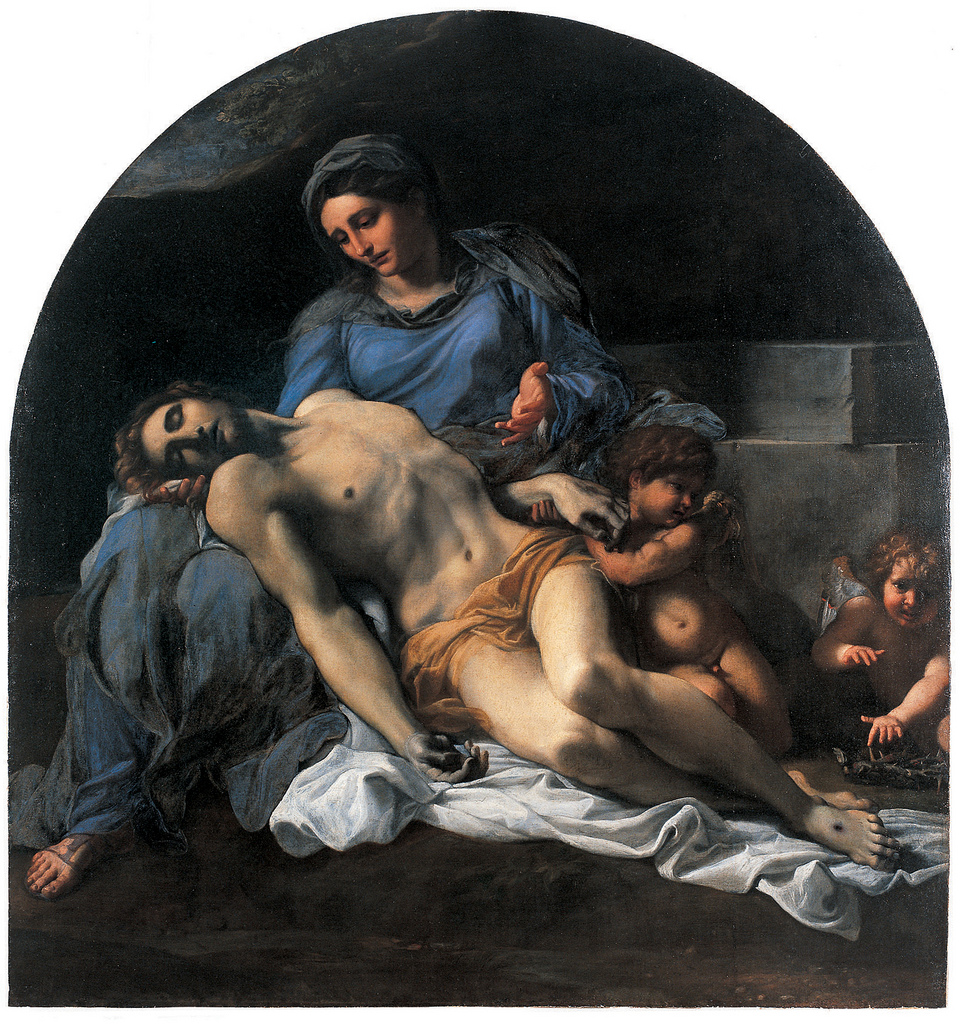
Pietà – Krisztust sirató Madonna
(1599–1600)

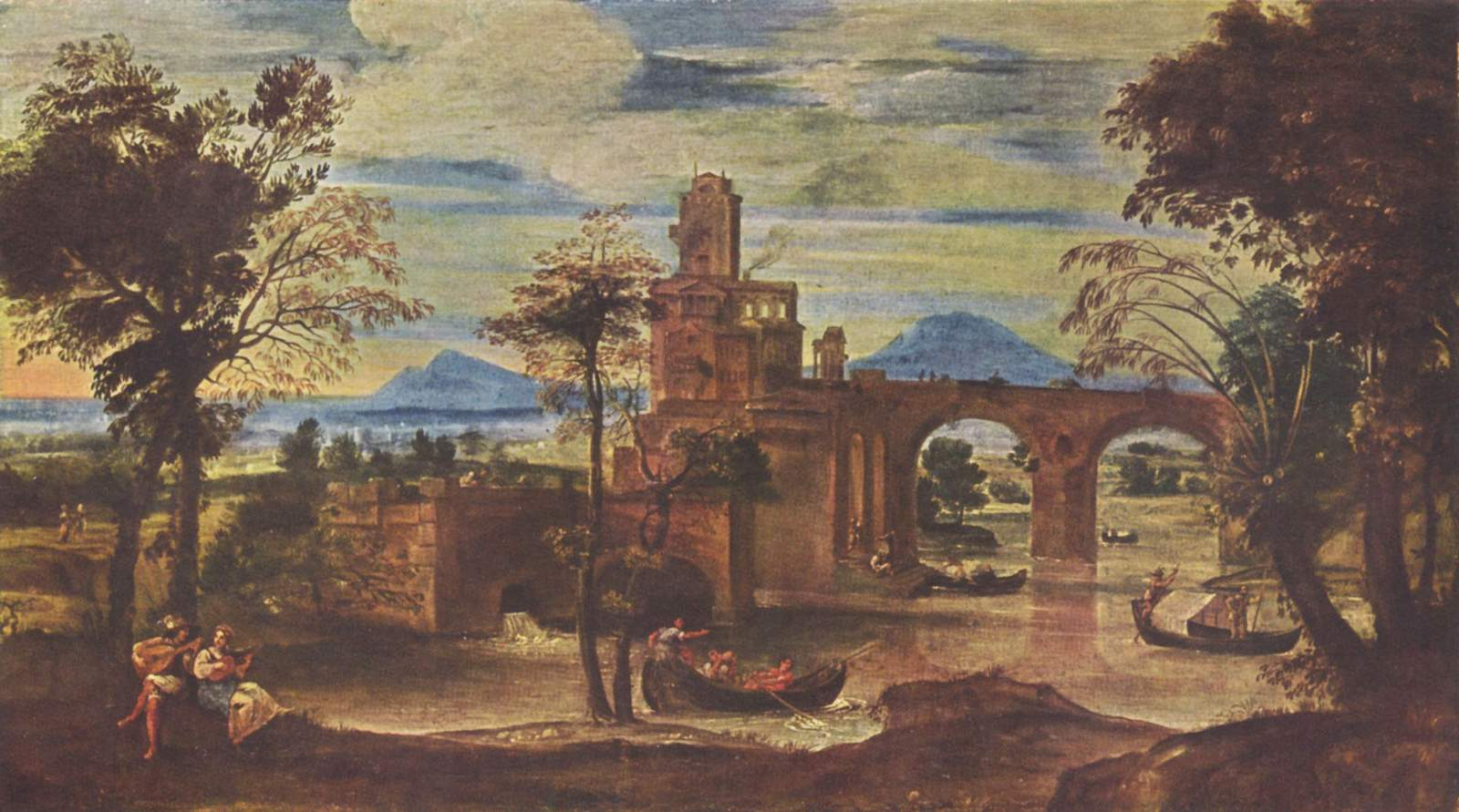
Római táj
(1600)

A bolognai iskola három alapítója közül ő volt a legtermékenyebb, a leggazdagabb képzeletű és a legváltozatosabb. Temperamentumos művész lévén féltékeny volt bátyja sikereire, és gyakran összetűzött vele.
Formanyelve eleinte főleg Correggióra emlékeztetett, de naturalisztikus elemekkel. A barokk stílusjegyeket legjobban Krisztust sirató Madonna című képén figyelhetjük meg: a halott Krisztus testén játszadozó fény idegen a reneszánsz szellemétől, hamisítatlan barokk. A festmény az érzelmekre apellál, ez is barokk jelenség. Nem intézhetjük el azzal, hogy érzelgős, hiszen gondolnunk kell a kép funkciójára, oltárkép, amelyet imádságba merülten, égő gyertyák közt szemlélnek.
Igen fogékony volt a mozgalmas, monumentális formázásra. A nagy oltárképek és freskók kompozícióinak megteremtésében gazdag műveltsége és fantáziája segítette. Oltárképek, szentek élete, zsánerszerű kisebb vallásos képek és tájképek művészetének jellemző tárgyai. Oltárképei közül a legfontosabbak:
- Mária angyalglóriában, szentekkel — korai műve még Correggio hatása alatt,
- Mária mennybemenetele (Bologna, képtár),
- Mária mennybemenetele (1587, Drezda,
- Mária mennybemenetele  (Róma, Santa Maria del Popolo)
- Trónoló Madonna Mátéval és szentekkel (1588, Drezda)
- Krisztus a kereszten (1594, Berlin),
- Szent Rókus alamizsnát osztogat, durva népies típusokkal (1595, Drezda),
- Krisztus felhőkön, Correggio világításával és színeivel (Pitti)
- Mária felhőkön jelenik meg Szent Lukácsnak és Katalinnak (1592, Louvre)
- Krisztus megjelenik Szent Péternek (London)
- Krisztust angyalok tartják (Drezda)
- Pietà (Nápoly),
- Pietà (London),
- Pietà (Bécs),
- Krisztus és a szamáriai asszony a kútnál (Bécs),
- Krisztus és a szamáriai asszony a kútnál (Budapest, Szépművészeti Múzeum)
- Szent Ferencet egy angyal tartja (Bécs),
- a Madonna zsánerszerű „Vierge au silence” fölfogásban (Louvre)

Az egyházi épületek számára festett biblikus ábrázolásai mellett figyelemre méltóak mitológiai témájú képei. Festett profán történeteket, világi zsánerképeket is.
Mitológiai kompozíciók:
- Bacchus és Silenus,
- Silenus szőlőt szed (London),
- Vénusz és Adonisz (Bécs).

Életnagyságú zsáneralakok:
- A lencseevők (Róma, Colonna-képtár),
- Férfi majommal (Uffizi)
- számos hasonló tárgyú metszet.

Tehetsége az arcképfestésben is korán megmutatkozott.
- A gitáros (másképp: Il Mascherone)
- Carracci barátja (Drezda),
- Férfiarckép (München).

Figyelemre méltóak a jelenetek mögé festett klasszicizáló, idillikus tájképei is (Menekülés Egyiptomba, Quo vadis?). 
Bátyjával egyike volt az elsőknek, akik a Rómában élő flamand Brill testvérek hatására először önálló tájképeket festettek Itáliában. Önálló tájképei:
- A halászat (Louvre),
- A vadászat (Louvre).

Mellékesen rézmetszeteket és rézkarcokat is készített. A legismertebbek:
- Madonna a fecskével (1587),
- a caprarolai Krisztus (1597).

Kiválóan rajzolt, megfestendő kompozícióihoz sok előtanulmányt készített. Rajzaiból legtöbbet Windsorban és a Louvre-ban őrzik, de néhány megtalálható Budapesten, a Szépművészeti Múzeumban is.

### Freskók, festmények (válogatás)
- Gitáros arckép (Drezda)

- Önarckép (1590 körül, Uffizi, Firenze)
- Krisztus siratása (freskó, nagy oltárkép; Parma; egykori Bridgewater Gallery, London)
- Szűz Mária mennybemenetele (kb. 1590) (olaj, vászon; 130 x 97 cm;) Drezda; Prado, Madrid
- Madonna Szent Mátéval és a szentekkel (Drezda)
- Krisztus és a szamáriai asszony (1597 k.) (olaj, vászon; 77 x 63 cm), Szépművészeti Múzeum, Budapest; Milánó; Bécs
- Pietâ – Krisztust sirató Madonna (1599–1600) (oltárkép, olaj, vászon, 156 x 149 cm); Museo di Capodimonte, Nápoly
- Venus és Adonis (Bécs)
- Római táj (Berlin)
- Menekülés Egyiptomba (Doria-Pamphili, Róma)
- Quo vadis-jelenete (National Gallery, London)
- Pietà (Doria-Pamphili, Róma; Louvre, Párizs)
- Alvó Vénusz Erosokkal (Chantilly)
- Danae (egykori Bridgewater Gallery, London)
- Lencseevő férfi (életkép; Colonna Képtár, Róma)

### Híres rézmetszeteiből
- Madonna a fecskével (1587)
- Caprarolai Krisztus (1597)